# Spermacoce capillaris
Spermacoce capillaris är en måreväxtart som först beskrevs av Donovan Stewart Correll, och fick sitt nu gällande namn av Howard. Spermacoce capillaris ingår i släktet Spermacoce och familjen måreväxter.
Artens utbredningsområde är Turks- och Caicosöarna. Inga underarter finns listade i Catalogue of Life.